# Patam Lestari
Patam Lestari is een bestuurslaag in het regentschap Batam van de provincie Riau-archipel, Indonesië. Patam Lestari telt 15.224 inwoners (volkstelling 2010).